# Pravopis 8.0
Pravopis 8.0 je novi slovenski pravopis, ki je trenutno v nastajanju in ga pripravlja Pravopisna komisija pri SAZU in ZRC SAZU, ki deluje na Inštitutu za slovenski jezik Frana Ramovša. Komisija je bila ustanovljena leta 2013; od 3. decembra 2019 postopoma objavlja posodobljena ali na novo zasnovana poglavja pravopisnih pravil in jih daje v javno razpravo. Do dokončne potrditve in izida novega pravopisa je status predstavljenih pravil neuraden in so v veljavi pravila Slovenskega pravopisa 2001.

## Poimenovanje
Številka 8 kaže na to, da bo nastajajoči novi slovenski pravopis osma samostojna izdaja pravopisa zapovrstjo; predhodni pravopisi so bili izdani v letih 1899, 1920, 1935, 1937, 1950, 1962 in 2001. Dodatek .0 po vzoru oznak računalniških programov in aplikacij nakazuje sodobnost novega pravopisa, saj se avtorji zavzemajo za prenovo pravopisnih pravil v duhu časa in novih razmer, ki so jih v pisanje in nasploh komuniciranje vnesli globalizacija in drugi pojavi sodobne informacijske družbe.

## Poglavja
Pravila, ki jih pripravlja pravopisna komisija v okviru nastajajočega Pravopisa 8.0, so razdeljena v osem poglavij. Poglavja komisija postopoma objavlja na spletišču Fran in omogoča javno razpravo o njih. V oklepaju so zapisani datumi objave oziroma predvideni datumi za tista poglavja, ki še niso bila objavljena:
- I. Pisna znamenja (december 2019)
- II. Krajšave (december 2019)
- III. Velika in mala začetnica (marec 2021)
- IV. Prevzete besede in besedne zveze (marec 2021)
- V. Pisanje skupaj ali narazen (predvidoma 2024)
- VI. Ločila (predvidoma 2024)
- VII. Slovnični oris za pravopis: 
  - Glasoslovni oris (januar 2023)
  - Črkovno-glasovne premene (2023)
  - Oblikoslovni oris (2023)
  - Besedotvorje (2024)
  - Dodatek (2024)
- VIII. O prevzemanju iz posameznih jezikov (2023–2024)

## Nekatere predlagane spremembe

### I. Pisna znamenja
V primerjavi s Slovenskim pravopisom iz leta 2001 je poglavje dopolnjeno s podatki o bodisi nečrkovnih pisnih znamenjih bodisi črkah, ki niso del slovenske pisave, ali črkah, ki imajo posebno vlogo v besedilu (npr. kot oznake ali simboli).
Nov je na primer razdelek »Znamenja v informacijsko-komunikacijskih tehnologijah«, ki se nanaša na sporazumevanje prek spleta oziroma sodobnih komunikacijskih naprav. Opredeljena je na primer stičnost pri zapisovanju z znakom @ (stičen zapis v elektronskih naslovih, npr. info@oglasi.si; desnostičen zapis na družbenih omrežjih pred imenom naslovnika ali nanosnikom, npr. @Barbara).
Nov je tudi predlog pravila o zapisovanju znamenj za odstotek (%) in odtisoček (‰), kadar nastopa ta kot drugi del v pridevniških zloženkah, npr. 30-% vlaga za 30-odstotna vlaga.

### II. Krajšave
Poglavje o krajšavah je v pravopisnih pravilih novo in celovito predstavlja vse tipe krajšav: kratice (npr. NUK, ARSO), okrajšave (itd., ga. ) ter simbole (A za amper) in formule (NaCl za natrijev klorid). Predlog poglavja na primer prinaša določilo, da so krajšave kot stalni dodatki ob imenih gospodarskih družb (d. d., s. p. ...), ki jih z vejico ločimo od imena in jih pišemo s presledki, v registru podjetij pogosto zapisane stično (Petka, d.o.o.). Nov pravopis s tem zapis tipa s.p., ki je v nasprotju s temeljnim pravopisnim pravilom, ki določa presledek za vsako okrajšano besedo oziroma piko, a je v praksi pogost, umešča v nova pravila kot izjemo in neprednostno možnost.

### III. Velika in mala začetnica
Pri zapisovanju velike in male začetnice snovalci novega pravopisa predlagajo nova pravila glede zapisovanja začetnice pri zapisovanju zemljepisnih lastnih imen. Gre za spremembe, ki so v javnosti požela veliko zanimanje in tudi nestrinjanje.
Po novem predlogu bi se v naselbinskih imenih (za katera je predlagan nov izraz krajevna imena) vse enote (razen veznikov in predlogov) pisale z veliko začetnico, torej tudi besede vas, mesto, trg, selo, selce, vesca kot neprve sestavine takih imen. V nenaselbinskih (ali nekrajevnih) imenih bi pisanje ostalo nespremenjeno. Tako bi se pravilno zapisovalo Novo Mesto namesto Novo mesto, zapis nenaselbinskega imena Jadransko morje pa se ne bi spremenil.

### IV. Prevzete besede in besedne zveze
Pri prenovi pravil poglavja o prevzemanju so avtorji med drugim predlagali novo izrazje na področju prevzetih besed; terminološka para tujke – izposojenke in prevzeta imena – polcitatna imena, ki v strokovni javnosti nista bila dobro sprejeta, so nadomestili z opisnima terminoma – pisno podomačena in pisno nepodomačena beseda.

### VII. Slovnični oris za pravopis
V sklopu poglavja Slovnični oris za pravopis je bilo najprej objavljeno le prvo podpoglavje Glasoslovni oris.
Pravila poenostavljajo zapis dvoustničnih variant glasnika /v/ s črko ⟨u̯⟩. Pravopis 2001 je ločeval tri različne zapise: ʍsák (nezveneča dvoustnična varianta v obsoglasniškem položaju pred nezvenečimi nezvočniki), wzéti (zveneča dvoustnična varianta v obsoglasniškem položaju pred zvenečimi nezvočniki), siu̯ (dvoustniška dvoglasniška varianta v izglasju ali za samoglasnikom), po predlogu Pravopisa 8.0 pa se uvaja enoten zapis: u̯sák, u̯zéti, siu̯ (vse omenjene dvoustnične variante izgovarjamo dvoustnično in jih večinoma enako slišimo).
Pri samoglasnikih je nekaj sprememb, na primer, pri polglasniku, pri katerem avtorji Pravopisa 8.0 uvajajo enakovrednost izgovarjave polglasnika v sklopih zvočnikov l in r z zvočnikoma m in n, denimo v besedah alarm [alárm/alárəm] in film [fílm/fíləm]. V knjižni izreki je bila doslej druga različica, z izgovorjenim polglasnikom, pogosto nezaželena. Nov Glasoslovni oris je tudi zajel uresničevanje knjižne izreke polglasnika s širokim e v besedah s končniškim naglasom (steber [stə̀bər/stəbə̀r] tudi [stêbər], tema [tə̀ma/təmà in têma]).